# 김지율 (성우)
김지율(1990년 7월 29일 ~ )은 대한민국의 성우이다. 2015년 CJ E&M에 입사했으며, CJ E&M 성우극회에 소속되어 있다.

## 주요 출연작품

### 애니메이션
- 나루토 질풍전 (투니버스) - 소년 아부라메 토루네
- 요괴워치 (투니버스) - 넘흙착해 / 레드J / 때리멍 / 달팽이중사 / 서툴러죠스 / 마크 웨일버그
  - 요괴워치 섀도사이드 (투니버스) - 서도영
- 원피스 (투니버스) - 리틀 오즈 쥬니어 / 비스타 / 모디
- 원피스 스페셜 에피소드 오브 사보 (투니버스) - 지저스 바제스 / 인헬
- 원피스 스페셜 에피소드 이스트블루 (투니버스) - 벤 베크만 / 파알
- 트랜스포머 어드벤처 (투니버스) - 페드 / 제트스톰 / 다이브밤
- 아이 엠 스타! (투니버스) - 하늘아빠[2] / 한솔[3]
- 안녕! 보노보노 - 홰내기 아빠, 도토, 왕건, 슬레이
- 안녕 자두야 (SBS, 투니버스) - 교장 선생님
- 마법사 프리큐어! (대원방송) - 배티
- 신비아파트 고스트볼의 비밀 (투니버스) - 치돈귀, 어둑시니, 불가살이 외 각종 단역
- 신비아파트 고스트볼X의 탄생 - 만티코어, 바알제붑, 네비로스 외 각종 단역
- 신비아파트 고스트볼 더블X: 수상한 의뢰 - 최우식
- 반짝반짝 캐치! 티니핑 (재능TV) - 뚝딱핑
- 일하는 세포 (애니맥스) - 백혈구 4989번
- 포켓몬스터 썬&문 (투니버스) - 용규
- 포켓몬스터 W (투니버스) - 백운
- 포켓몬스터 (투니버스, KBS 키즈, 재능TV) - 아메시오
- 파파독 (KBS2) - 김감욱
- 카비온 (KBS) - 엘리엇, 거북탱, 강산, 차콜, 어쌔징어
- 사이드킥 (투니버스) - 에릭 니들스
- 대롱대롱 요괴지롱 (투니버스) - 움찔
- 레인보우 루비 - 아빠
- 원피스 필름 골드 - 타임즈
- 명탐정 코난: 진홍의 연가 - 야지마 토시야
- 명탐정 코난: 제로의 집행인 - 이세일
- 짱구는 못말려 극장판: 습격!! 외계인 덩덩이 - 존
- 베이블레이드 버스트 초제트 (투니버스) - 설풍
- 극장판 요괴워치: 탄생의 비밀이다냥! - 금일동
- 극장판 요괴워치: 염라대왕과 5개의 이야기다냥! - 저승사신
- 극장판 요괴워치: 하늘을 나는 고래와 더블세계다냥! - 행인
- 극장판 요괴워치: 섀도우 사이드 도깨비 왕의 부활 - 서도영
- 요괴워치 섀도우 사이드 (투니버스) - 서도영
- 신비아파트: 금빛 도깨비와 비밀의 동굴 - 영환

### 게임
- 쿠키런 킹덤 - 클로티드 크림 쿠키

### TV 프로그램
- 쿨까당(Tvn)

### 외화
- 이터널스 - 드루이그(배리 케오건)
- 호두까기 인형과 4개의 왕국 - 필립(제이든 포오라 나잇)

### 특촬물
- 파워레인저 루팡포스 VS 패트롤포스 (대원방송) - 윤새벽(루팡 레드)
- 미라클 멜로디 (투니버스) - 비올라 할아버지, 로빈 매니저, 데이빗
- 퓨어엔젤 미라클 매직 (투니버스) - 마이키